# Reutum

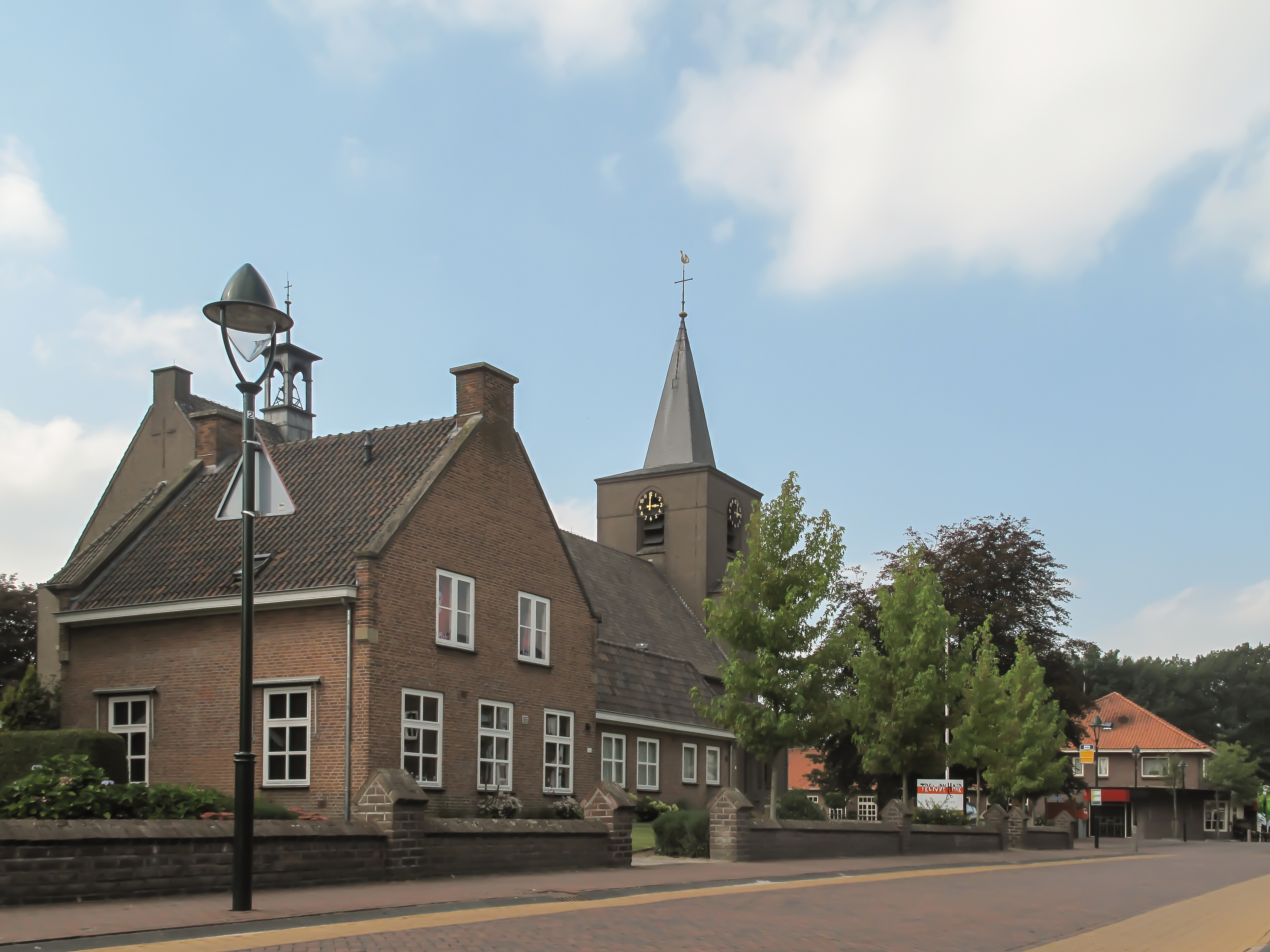
Reutum, église dans la rue

Reutum est un village néerlandais de la commune de Tubbergen, situé dans la province d'Overijssel.

## Géographie
Reutum est situé dans le nord-est de la province d'Overijssel, sur la route d'Almelo à Ootmarsum, sur le Canal d'Almelo à Nordhorn.

## Histoire
En 1840, Reutum comptait 114 maisons et 670 habitants, y compris les habitants de Haarle.